# Пфундс
Пфундс (нім. Pfunds) — громада округу Ландек у землі Тіроль, Австрія.
Пфундс лежить на висоті 970 м над рівнем моря і займає площу 140,4 км². Громада налічує 2544 мешканців.
Густота населення 18/км².
|                                 |
| Пфундс на мапі округу та землі. |

 Адреса управління громади: Stuben 45, 6542 Pfunds.

## Галерея

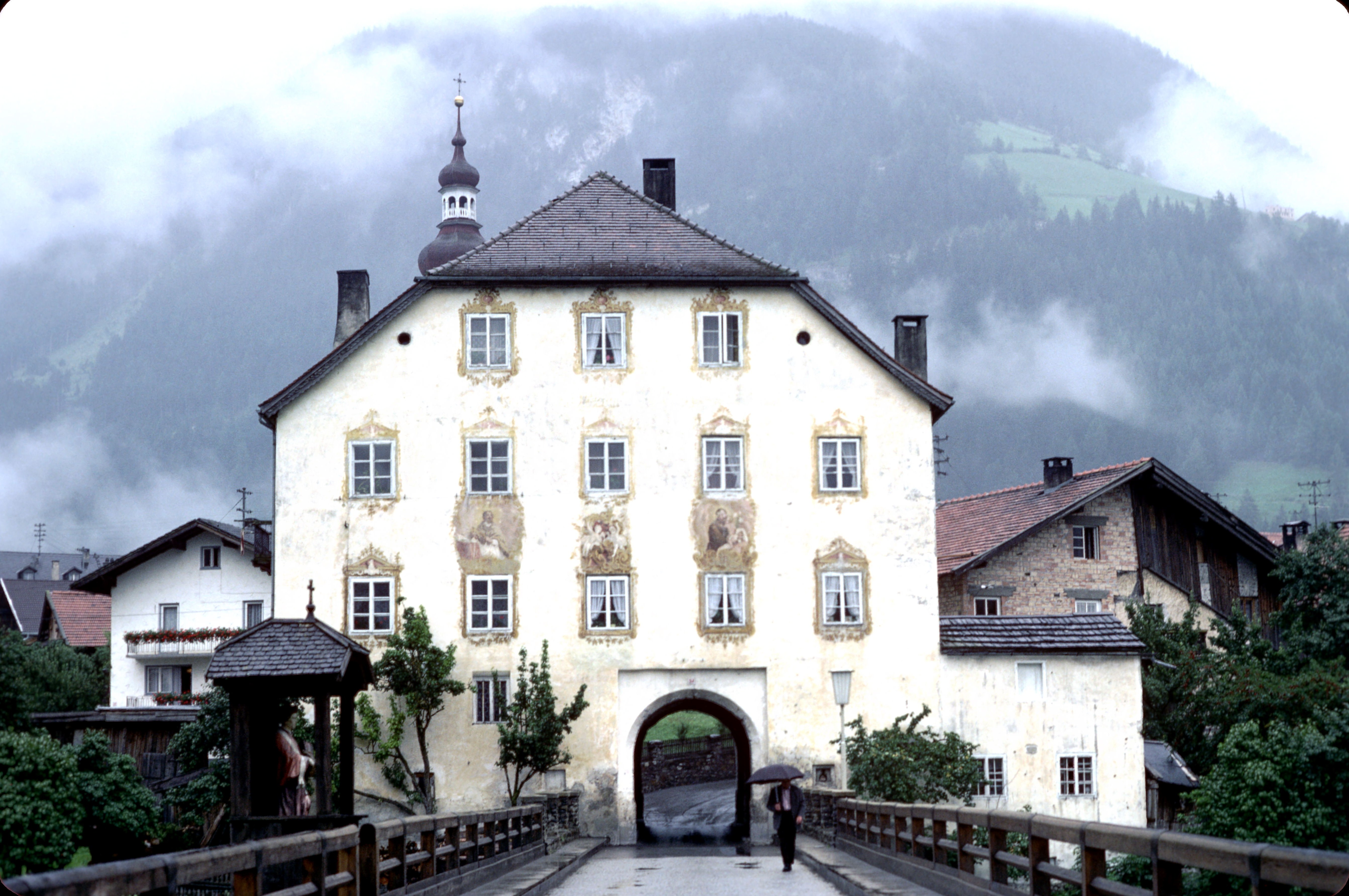
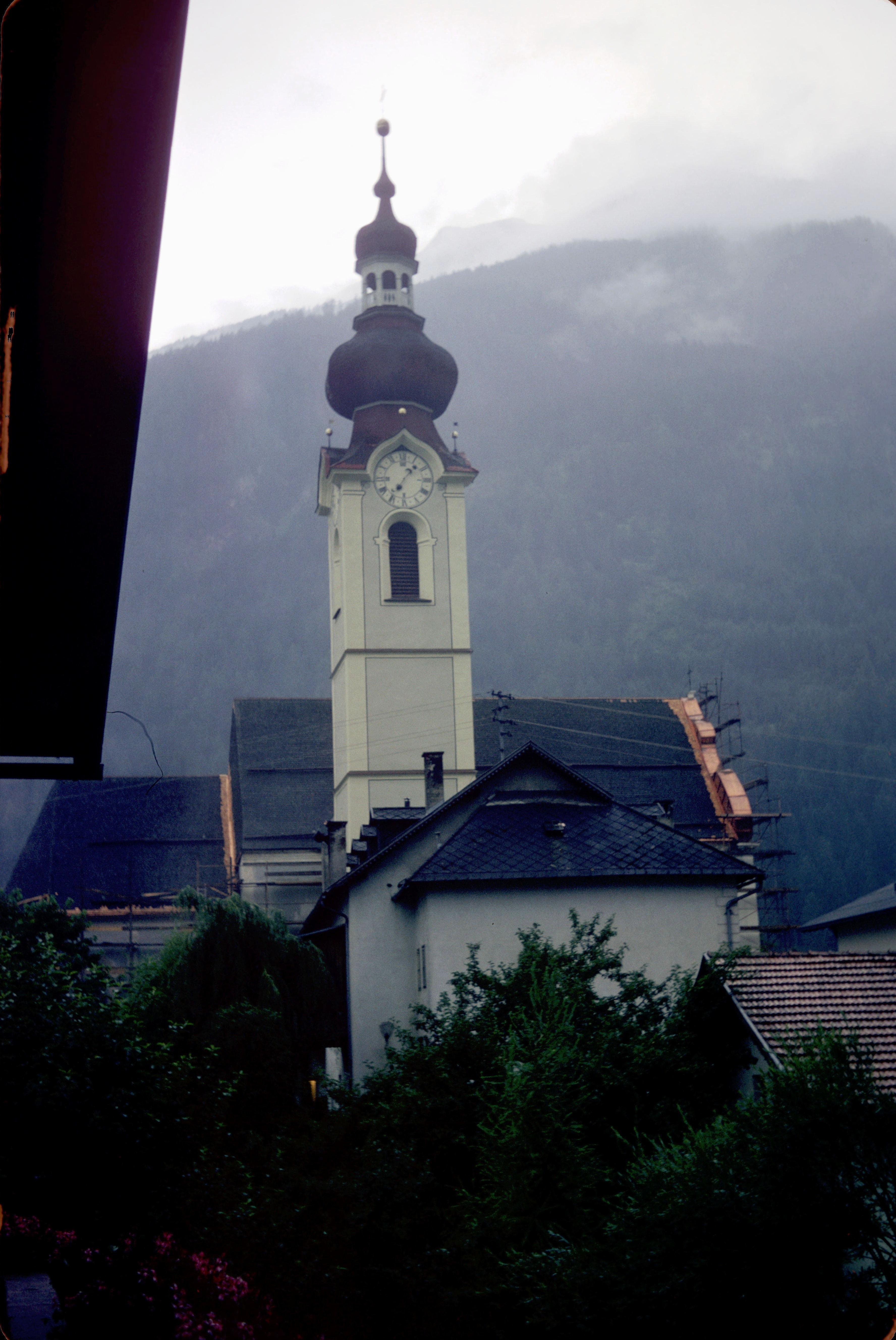
Церква святих Петра і Павла
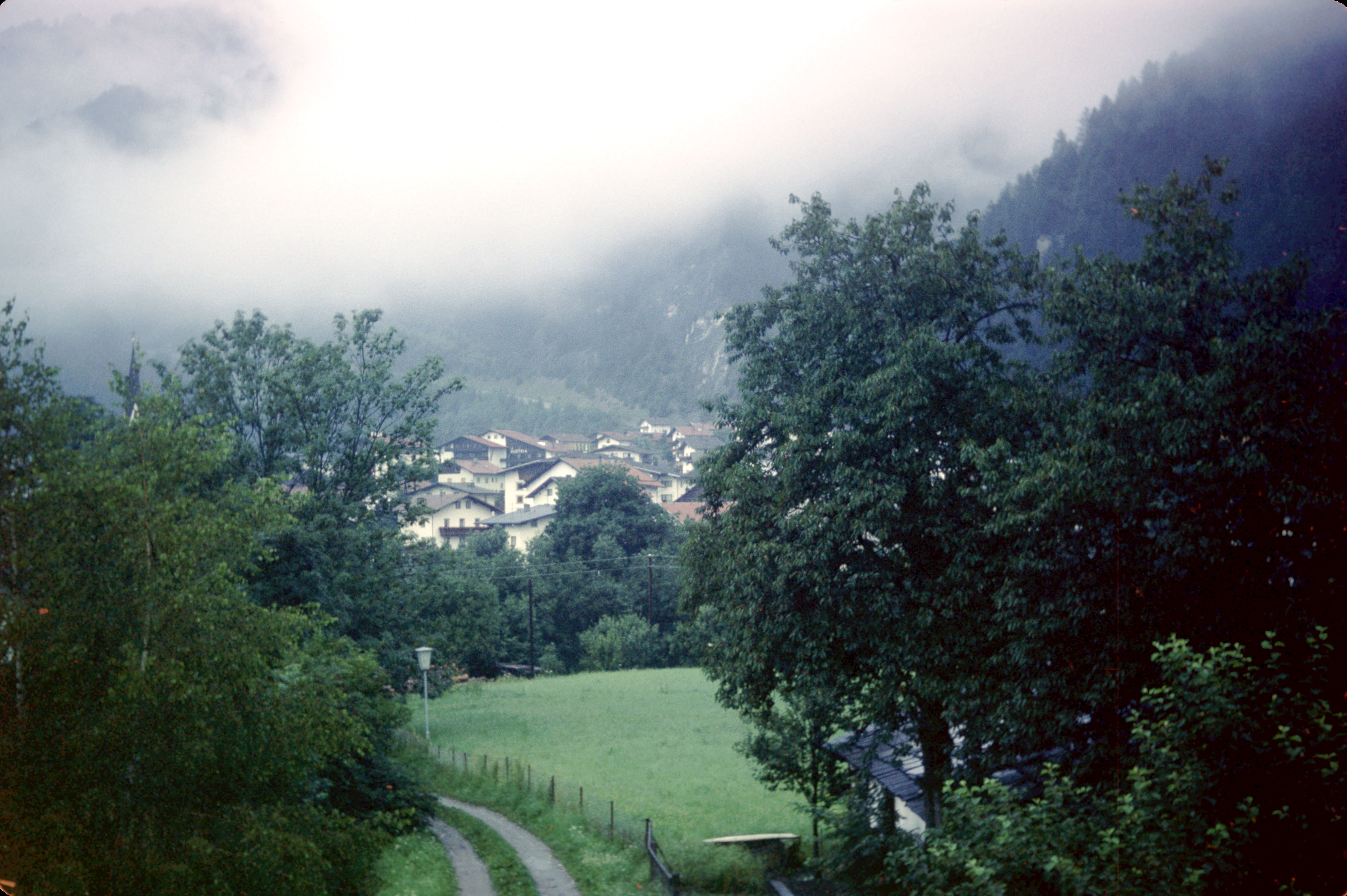
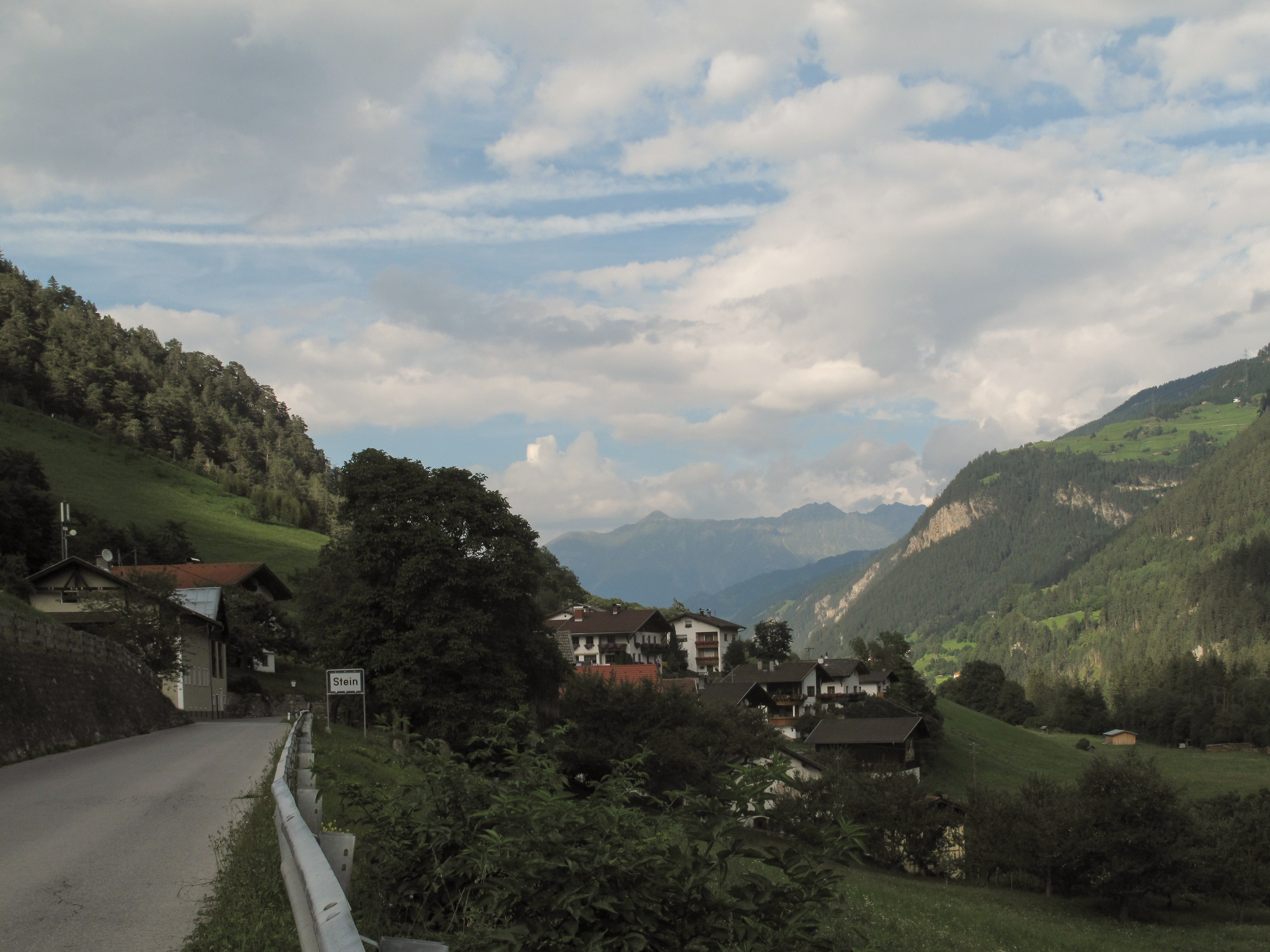